# Imperator luteocupreus
Bolet cuivré, Bolet jaune cuivré
Espèce
Statut de conservation UICN

 NT  : Quasi menacé
Imperator luteocupreus, le Bolet cuivré, auparavant Boletus luteocupreus, est une espèce toxique de champignons (Fungi) basidiomycètes du genre Imperator dans la famille des Boletaceae. C'est une espèce quasi menacée. Il est caractérisé par son chapeau cuivré, ses pores rouge sang dès le début et son bleuissement intense à la coupe ou à la pression.

## Taxonomie
Le nom correct complet (avec auteur) de ce taxon est Imperator luteocupreus (Bertéa & Estadès) Assyov, Bellanger, Bertéa, Courtec., Koller, Loizides, G.Marques, J.A.Muñoz, Oppicelli, D.Puddu, F.Rich. & P.-A.Moreau.
L'espèce a été initialement classée dans le genre Boletus sous le basionyme Boletus luteocupreus Bertéa & Estadès.

### Synonymes
Imperator luteocupreus a pour synonyme :
- Boletus luteocupreus Bertéa & Estadès

### Étymologie
L'épithète spécifique luteocupreus fait réfèrence aux couleurs cuivrées du chapeau de cette espèce.

### Noms vulgaires et vernaculaires
Ce taxon porte en français les noms vernaculaires ou normalisés suivants : Bolet cuivré, Bolet jaune cuivré.

## Description du sporophore

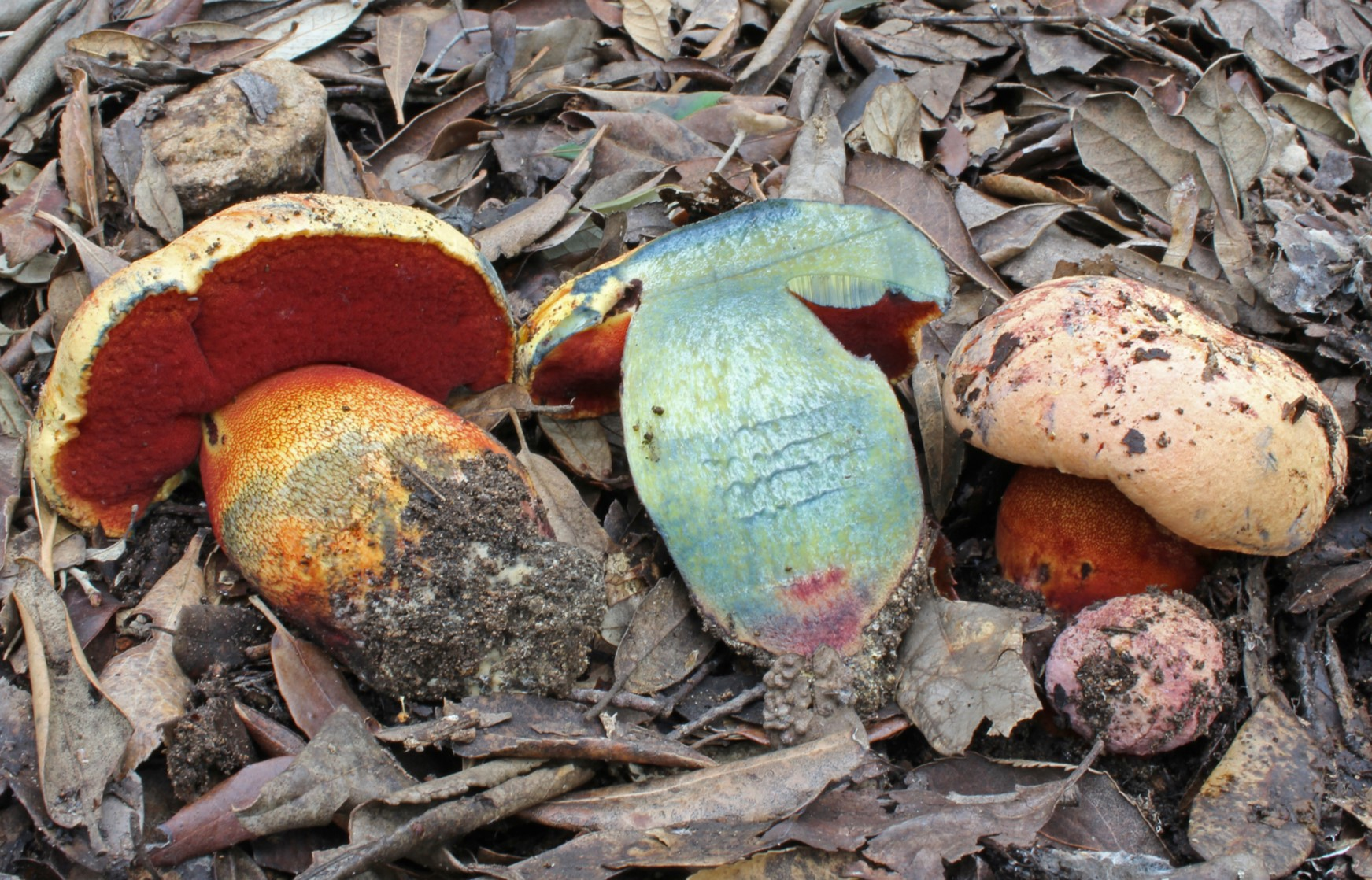
Collection de sporophores de I. luteocupreus en Italie.

Les bolets sont des champignons dont l’hyménophore, constitué de tubes et terminés par des pores, se sépare facilement de la chair du chapeau. Ce chapeau d'abord rond, recouvert d'une cuticule, devient convexe à mesure qu’il vieillit. Ils ont un pied (stipe) central assez épais et une chair compacte. Les caractéristiques morphologiques de I. luteocupreus sont les suivantes : 
Son chapeau mesure 5 à 20 cm, il est jaune orangé, d'abord jaune plus ou moins orangé mais vite rouge-rose cuivré à rouge orangé, en général brillant, avec une surface plus au moins lisse, dans tous les cas beaucoup moins cabossée-grumeleuse que celle de I. rhodopurpureus,,.
L'hyménophore présente des pores rouge carminé intense, fortement bleuissants,.
Son stipe mesure 5 à 10 cm x 1,5 à 6 cm, il est jaune vif à base typiquement plus ou moins rouge-pourpre, avec un réseau rouge sang bien développé,,.
La chair est jaune, pourpre dans la base du pied, fortement bleuissante à la coupe ou à la pression, bleu marine puis noire. Comme tous les bolets du genre Imperator, le Bolet cuivré se salit de bleu très facilement à la manipulation ou même en entrant en contact avec d'autres éléments sur son lieu de pousse,,.

### Caractéristiques microscopiques
Ses spores mesurent 10,5 à 15 µm x 4,5 à 6 µm

## Galerie

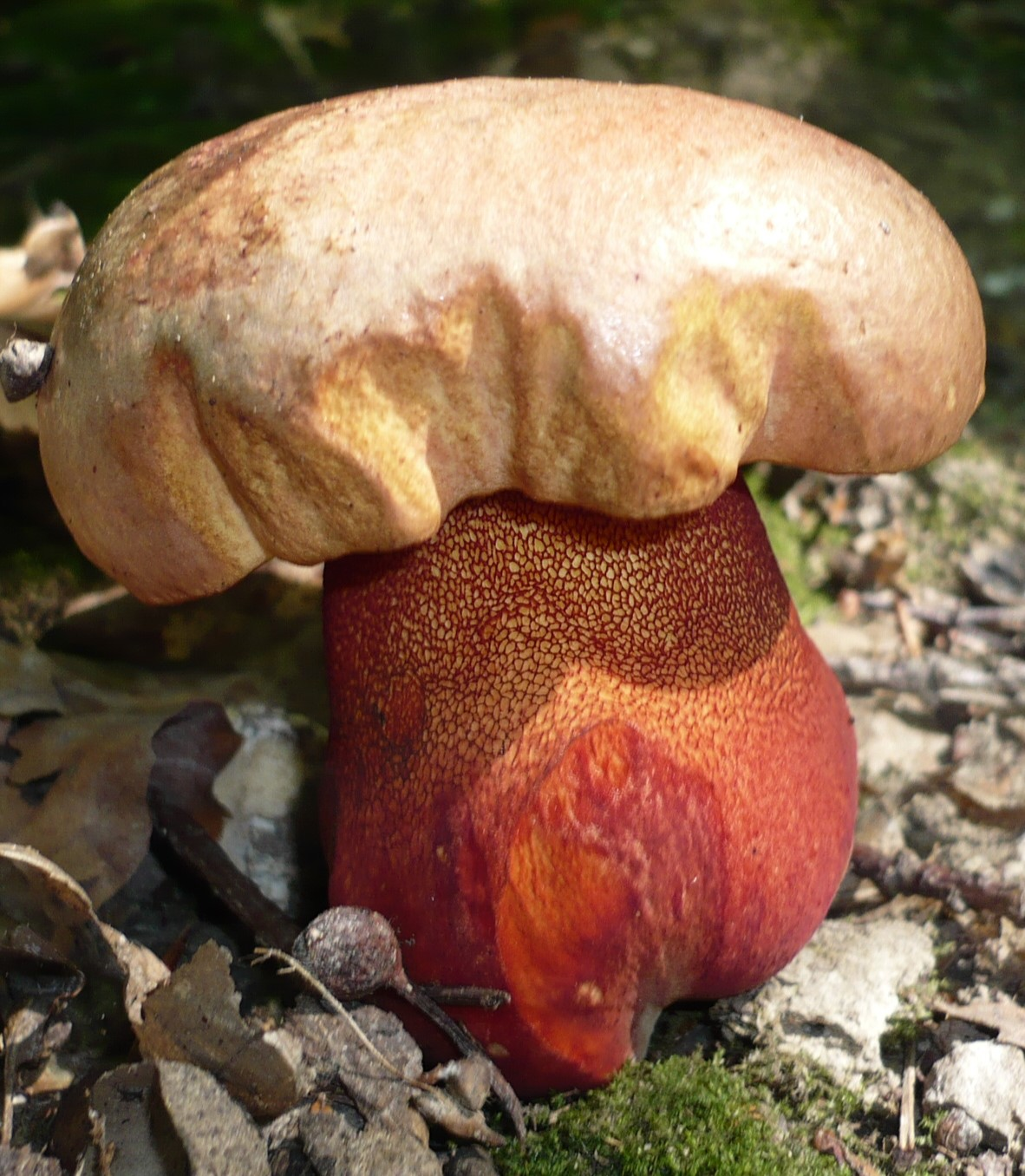
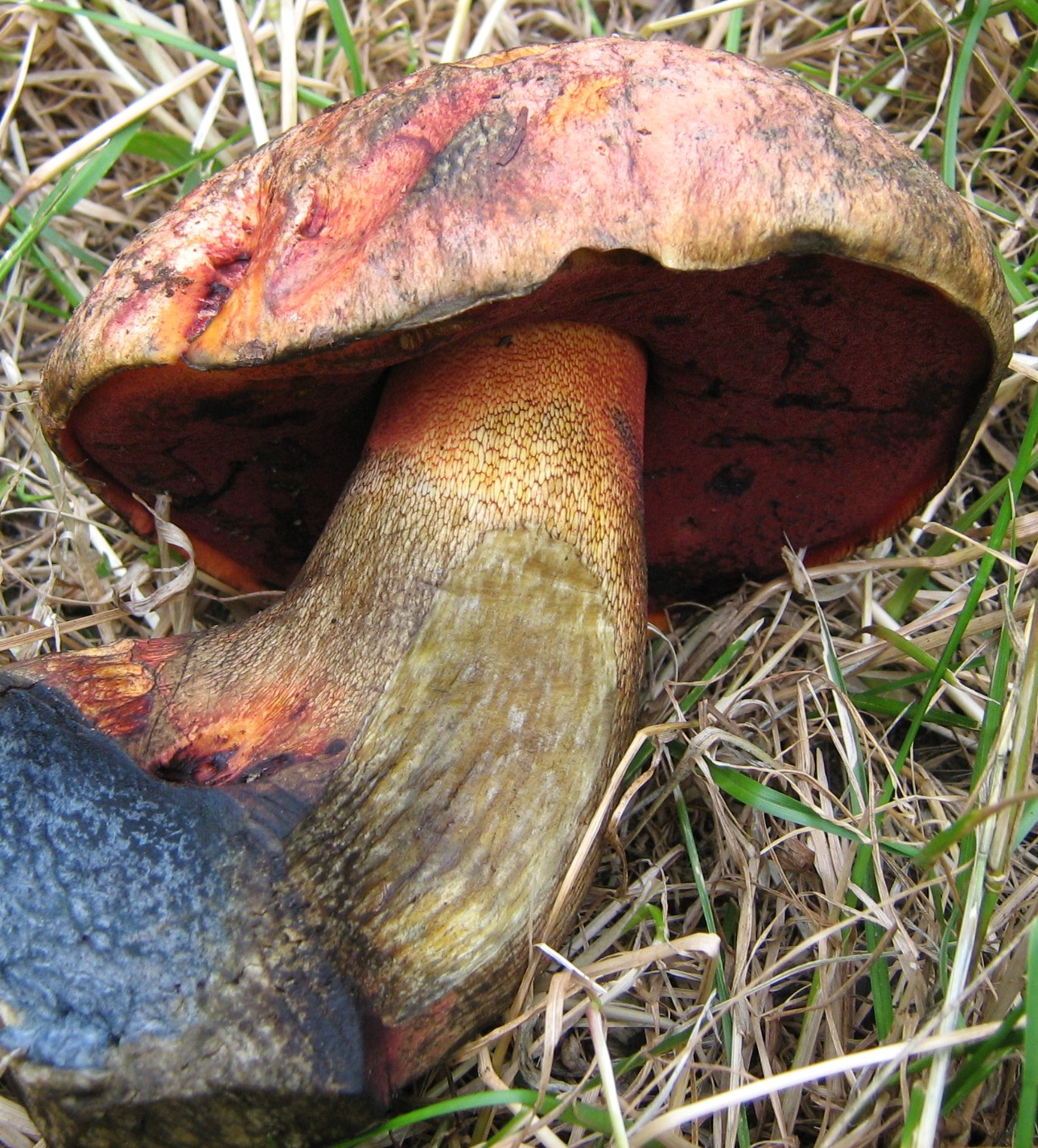
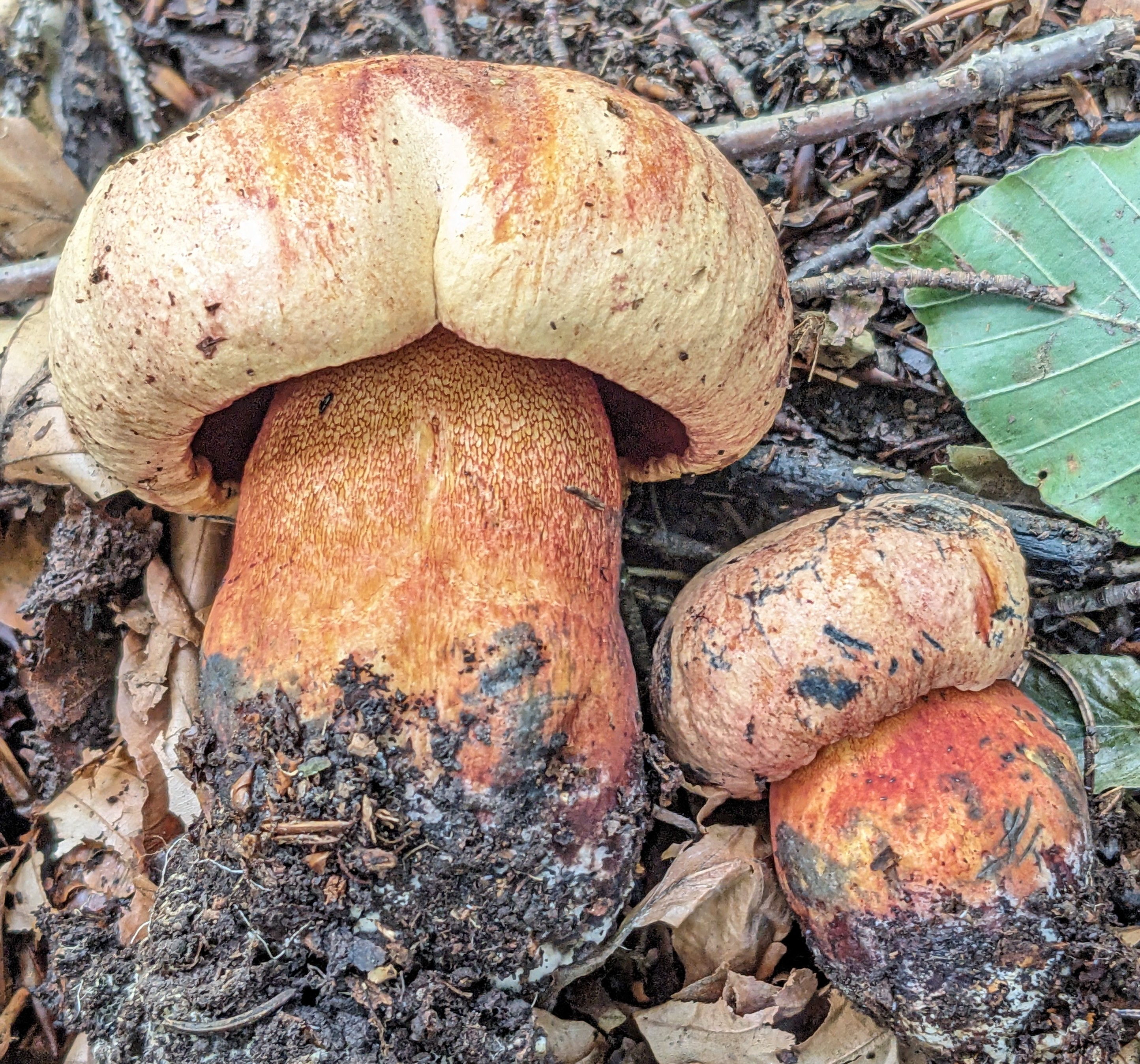
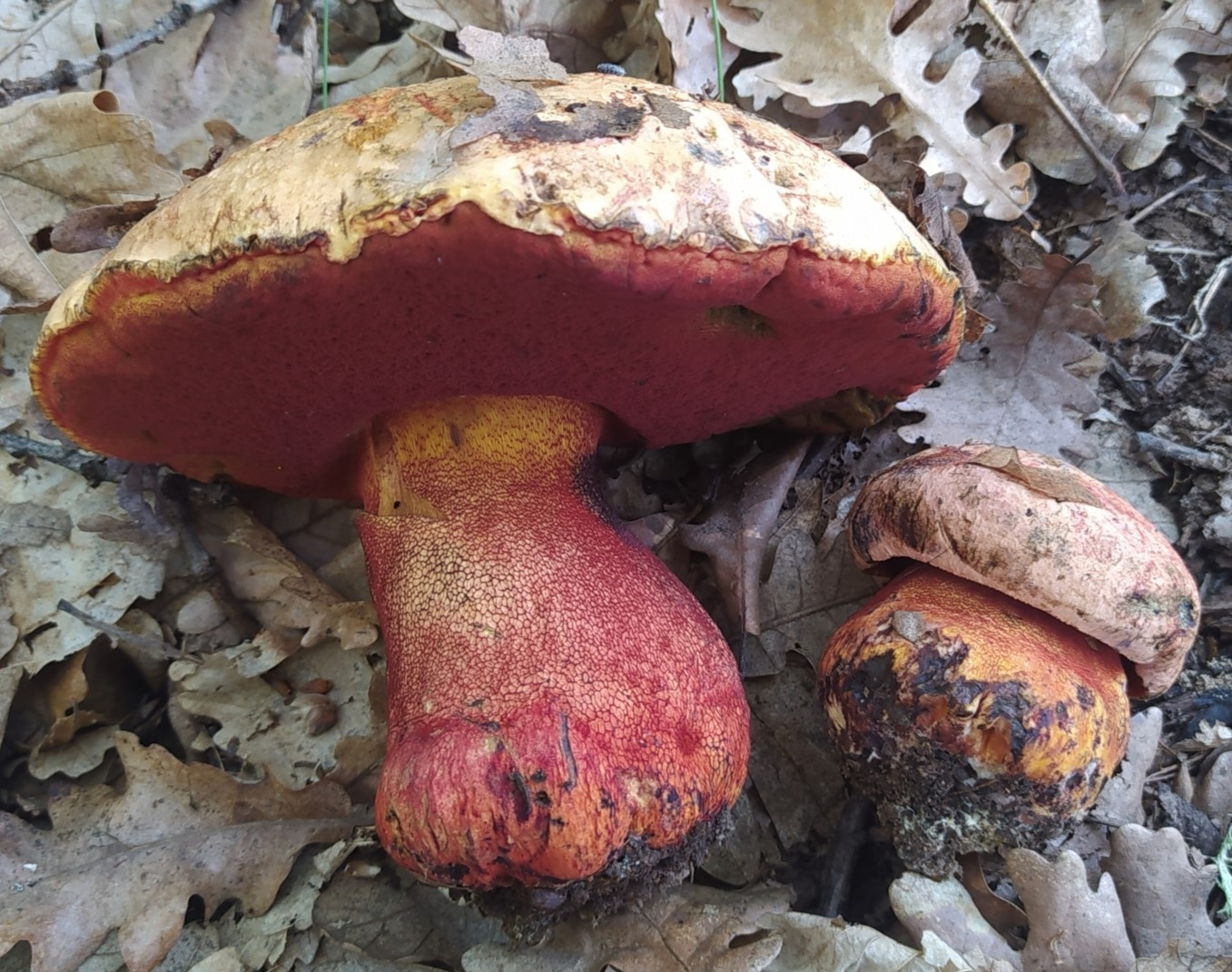
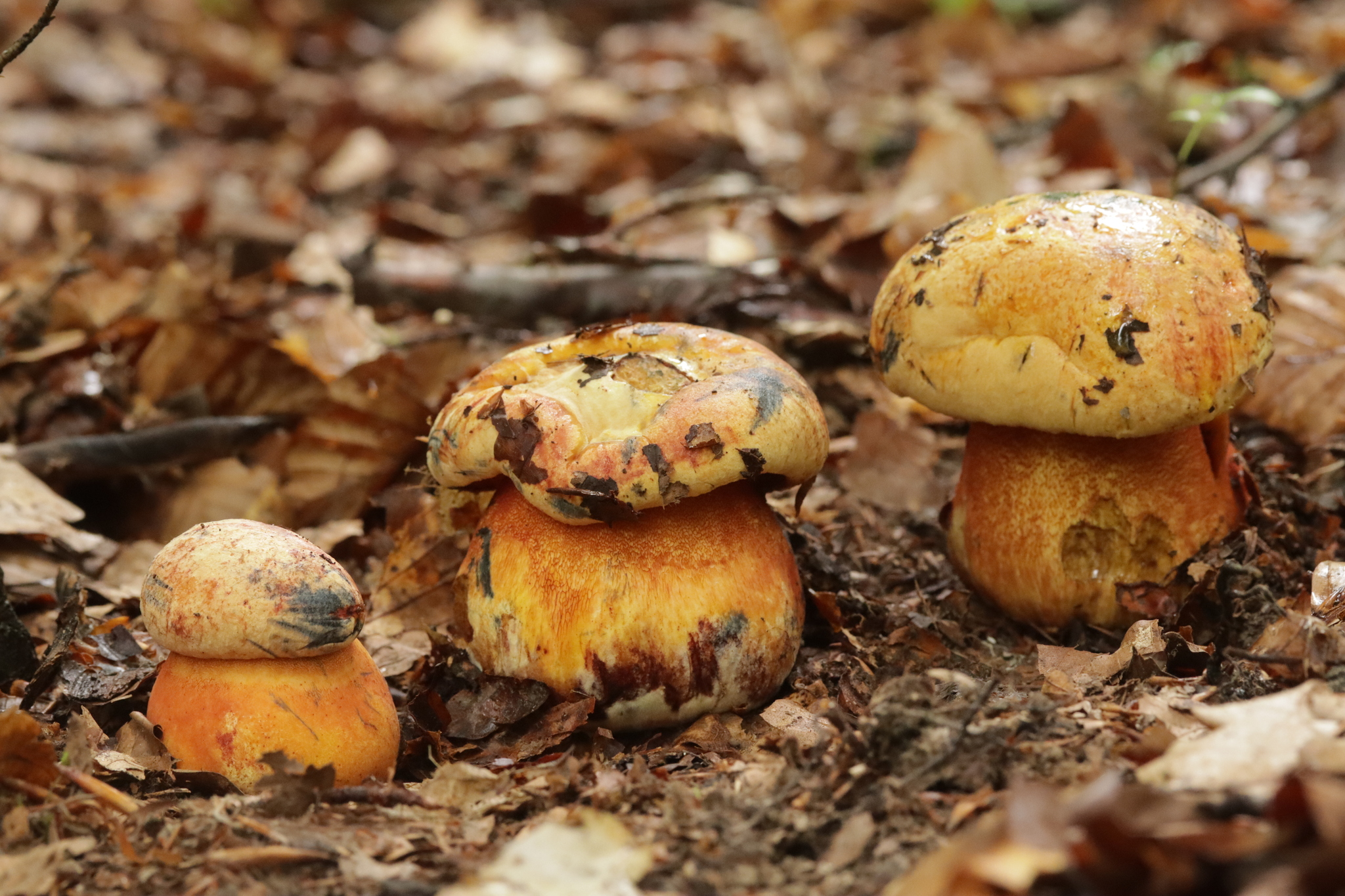
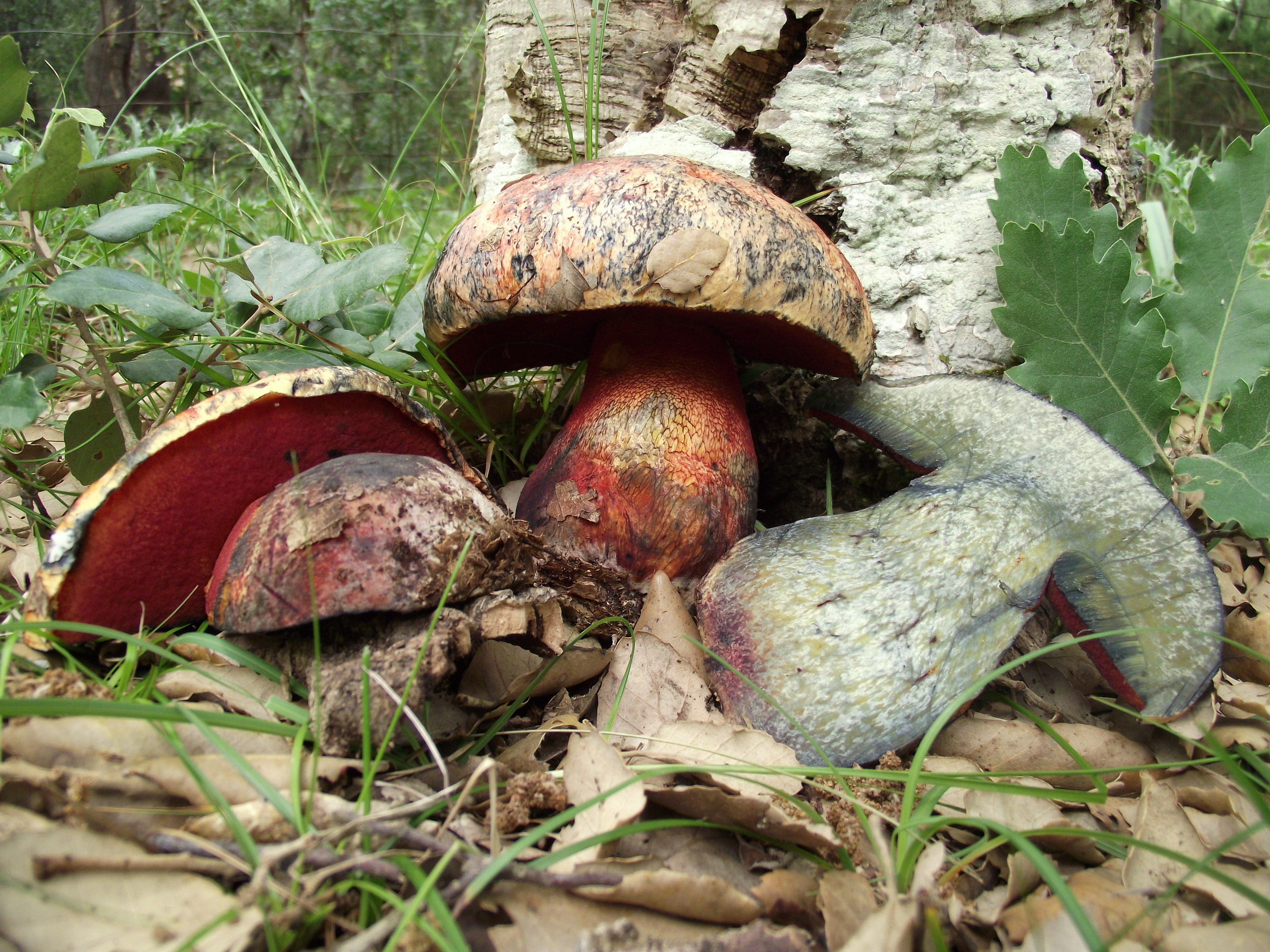
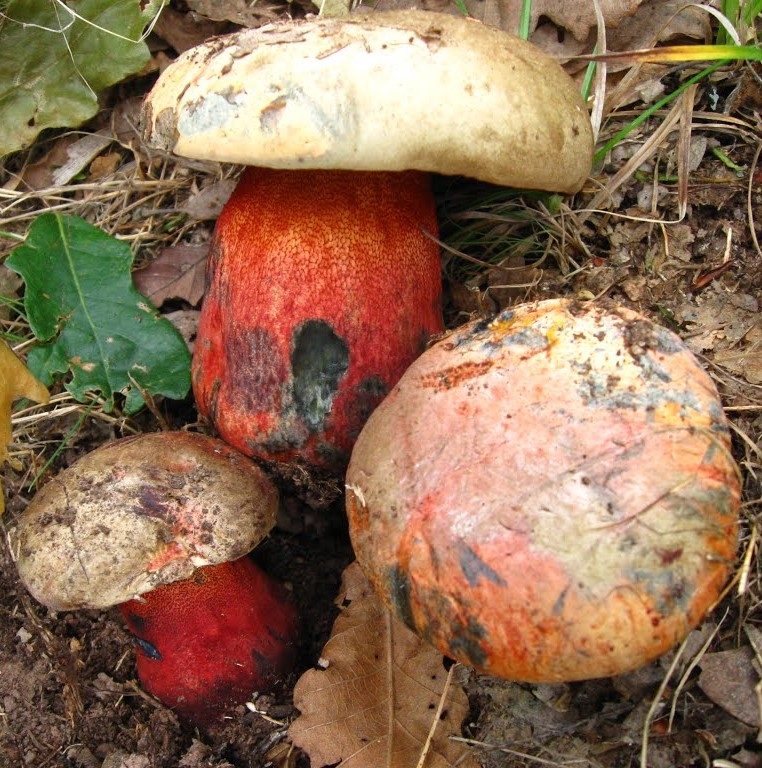
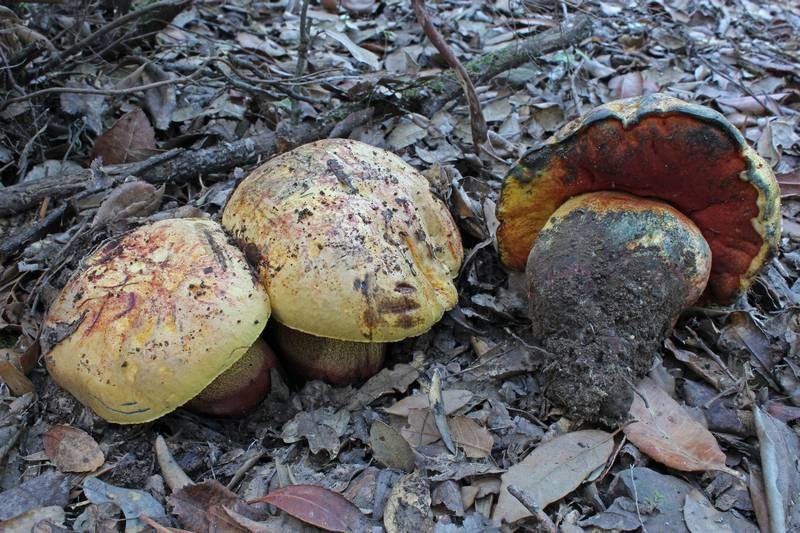
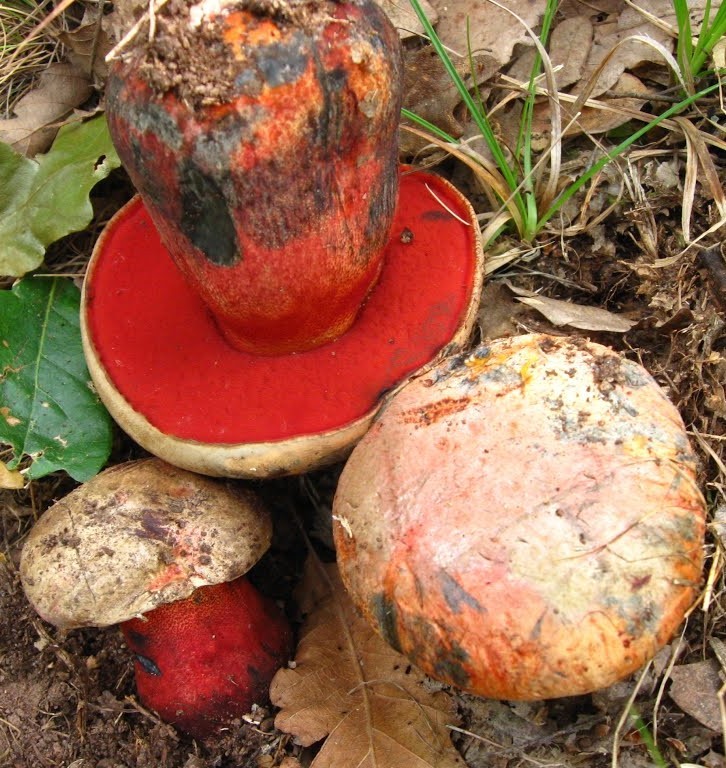
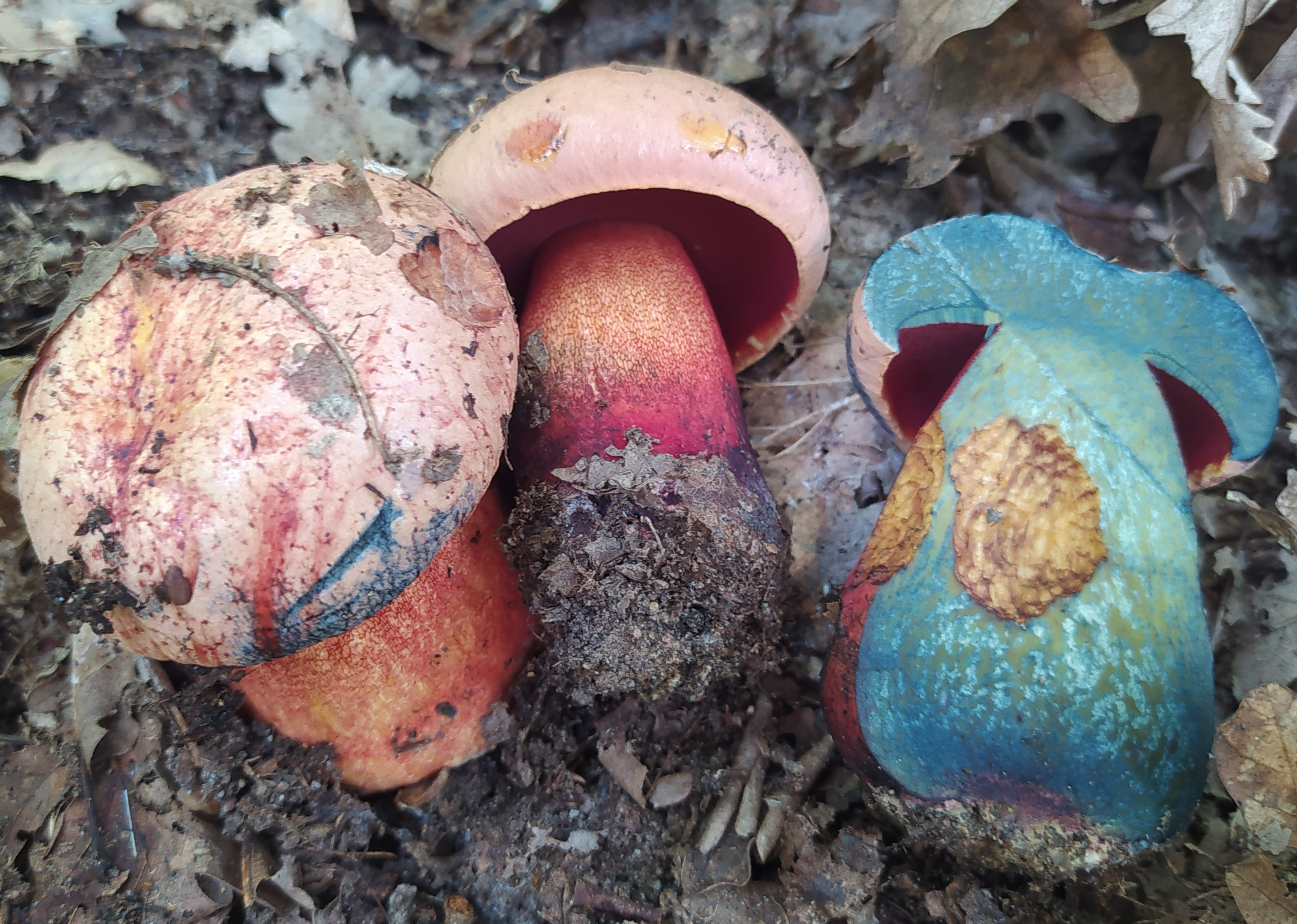
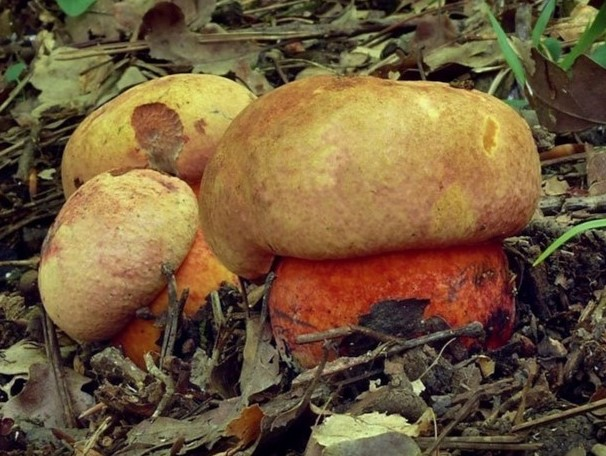

## Habitat et distribution
C'est un champignon ectomycorhizien, méditerranéen et thermophile, poussant sous feuillus, surtout sous les chêneset les hêtres, plutôt sur des sols acides. Il est également connu pour être présent sur des sous-sols calcaires, s'ils sont recouverts d'une couche d'humus brut avec un pH inférieur à 6,5. Il fructifie de juillet à septembre.

## Statuts de conservation

### En France
Une étude, publiée en avril 2024, menée conjointement en France par l’UICN, l’OFB, le MNHN et l’AdoniF sur le statut de conservation dans le pays de plus de 250 champignons ; classe cette espèce Imperator luteocupreus dans la catégorie NT (quasi menacée) au niveau national.

#### Régional
- Auvergne-Rhône-Alpes : classement de cette espèce en catégorie EN (En danger) au niveau régional[9],[10].
- Midi-Pyrénées : classement de cette espèce en catégorie NT (Quasi menacée) au niveau régional[11].

## Comestibilité
Le Bolet cuivré est traditionnellement consommé dans certains territoires, notamment en Italie dans la région de Viterbe, dans le sud de la Calabre, en Sicile et notamment dans la région de l'Etna. Sa consommation se fait après un traitement de pré-ébullition et/ou une cuisson complète. Les causes des intoxications gastro-intestinales de cette espèce, qui se produisent chaque année dans les régions où sa consommation est la plus élevée, semblent principalement dues à l'absence des traitements de cuisson précédents. En France, il est considéré comme toxique . Il semble présenter dans l'ensemble un niveau insuffisant de sécurité alimentaire, de sorte que sa consommation est déconseillée.

## Confusions possibles
- Le Bolet vieux rose (Imperator rhodopurpureus), au chapeau souvent cabossé grumeleux, plus rose (bien que variable), pores plus orangés, réseau plus terne et moins en relief sur le stipe[4]. Toxique.
- Le Bolet Satan (Rubroboletus satanas), au chapeau blanc mastic, au réseau plus discret et réseau plus discret et au bleuissement bien plus faible. Toxique.
- Le Bolet chicorée (Rubroboletus legaliae), au chapeau grisâtre-roâtre, aux pores orangés, au réseau plus discret, au bleuissement plus faible et à l'odeur de chicorée à maturité. Toxique.
- Le Bolet rouge et jaune (Rubroboletus rhodoxanthus), au chapeau blanc à blanc rosâtre, au bleuissement bien plus faible, localisé uniquement dans la chair du chapeau à la coupe. Toxique.